# Liste der Baudenkmäler in Heiligenstadt in Oberfranken
Auf dieser Seite sind die Baudenkmäler in dem oberfränkischen Markt Heiligenstadt in Oberfranken zusammengestellt. Diese Tabelle ist eine Teilliste der Liste der Baudenkmäler in Bayern. Grundlage ist die Bayerische Denkmalliste, die auf Basis des Bayerischen Denkmalschutzgesetzes vom 1. Oktober 1973 erstmals erstellt wurde und seither durch das Bayerische Landesamt für Denkmalpflege geführt wird. Die folgenden Angaben ersetzen nicht die rechtsverbindliche Auskunft der Denkmalschutzbehörde.
 Die Liste gibt den Fortschreibungsstand vom 1. September 2023 wieder und enthält 59 Baudenkmäler.

## Ensembles

### Ortskern Herzogenreuth

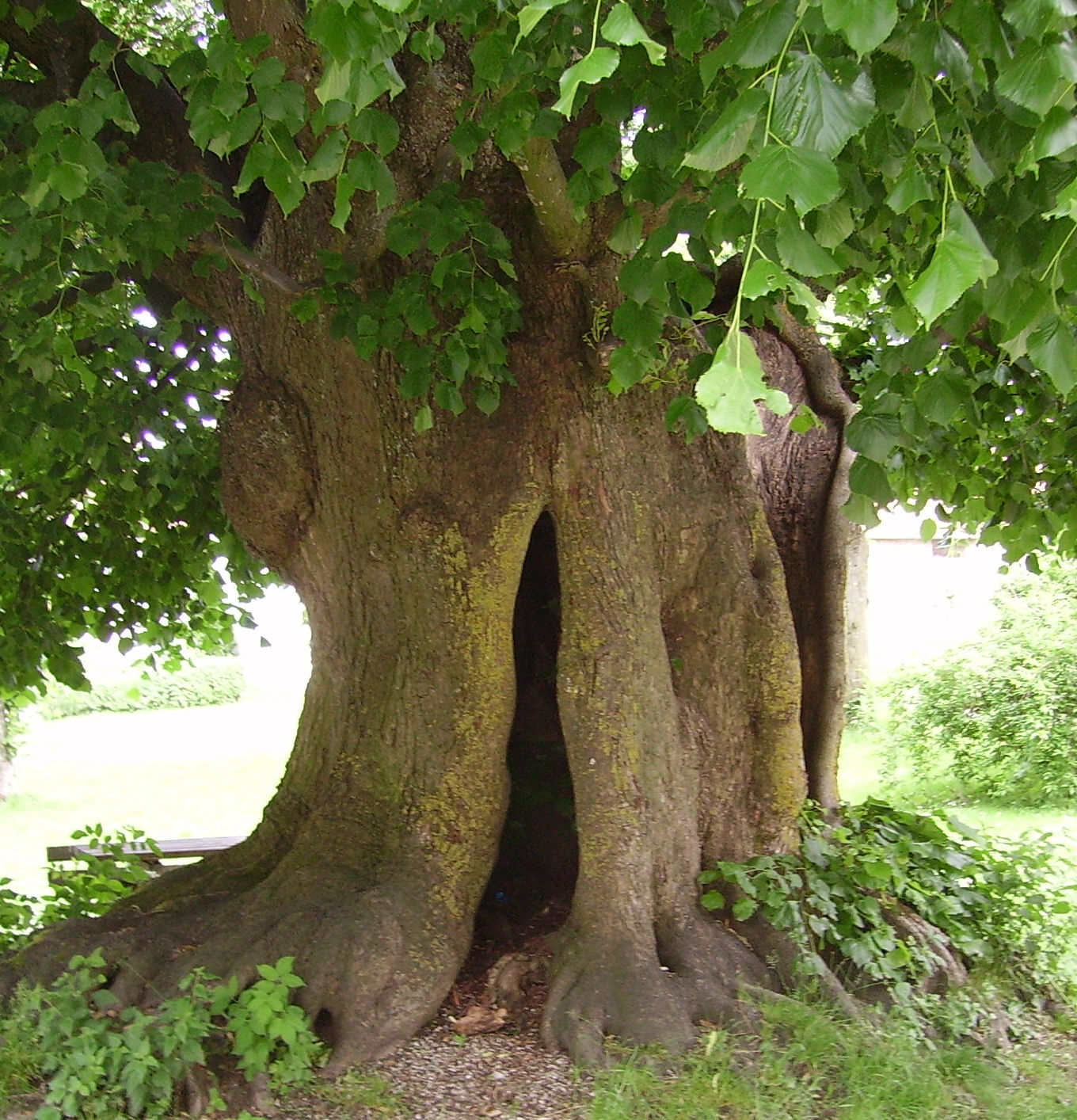
Dorflinde in Herzogenreuth

Herzogenreuth zeichnet sich aus durch seine unberührte Lage auf der Albhochfläche bei Tiefenpölz. Der Name sowie der Kirchenpatron St. Nikolaus weisen darauf hin, dass Dorf und Kirche Gründungen einer der drei Herzöge aus dem Haus Andechs-Meran um 1200 (zwischen 1180 und 1248) sind. 1255 erstmals erwähnt, wurde Herzogenreuth 1389/90 vom Hochstift Bamberg (Amt Scheßlitz) erworben. Die Filialkirche St. Nikolaus, hoch gelegen am Rande des Juradorfes, beherrscht dieses und sein Umland. Der romanische Chorturm und die starke Kirchhofmauer bewahren nicht nur den Kern und das Bild einer ehemaligen Wehrkirche und Dorfburg, sie sind auch Zeugen des Jahrhunderts der Staufer und Meranier, welches den Bauern materiellen und kulturellen Aufstieg brachte. Die hochmittelalterliche Primärform des Rodungsdorfes mit einem Anger (Kümmeranger) und Gartenparzellierung ist nahezu rein erhalten, auch wenn die Mehrzahl der schlichten, meist zweigeschossigen Bauernhäuser erst im 19. Jahrhundert errichtet worden ist. Ursprünglich waren die Häuser eingeschossig. Die im Dorfanger stehenden Linden dürften in die Frühzeit des Dorfes zurückgehen. Aktennummer: E-4-71-142-1.

## Baudenkmäler nach Gemeindeteilen

### Brunn
| Lage               | Objekt                                          | Beschreibung | Akten-Nr.              | Bild           |
| ------------------ | ----------------------------------------------- | --- | ---------------------- | -------------- |
| Brunn 9 (Standort) | Evangelisch-lutherische Pfarrkirche St. Stephan | Saalbau mit Satteldach, Sakristeianbau, Chorturm mit Zwiebelhaube, im Kern spätmittelalterlich, um 1701 barocker Umbau; mit Ausstattung | D-4-71-142-13 Wikidata | weitere Bilder |

### Burggrub
| Lage                   | Objekt                        | Beschreibung | Akten-Nr.              | Bild           |
| ---------------------- | ----------------------------- | --- | ---------------------- | -------------- |
| Burggrub 6 (Standort)  | Mühlgebäude                   | Zweigeschossiger Walmdachbau mit Quergiebeln, massiv und Fachwerk, 18./19. Jahrhundert; mit Ausstattung | D-4-71-142-15 Wikidata | BW             |
| Burggrub 7 (Standort)  | Gasthaus Hösch                | Zweiflügeliger Walmdachbau, Obergeschoss Fachwerk, bezeichnet „1714“. | D-4-71-142-16 Wikidata | Gasthaus Hösch |
| Burggrub 18 (Standort) | Bildstock                     | Sandstein, dorische Säule mit rechteckigem Aufsatz, bezeichnet „1718“; vor der Kirche | D-4-71-142-18 Wikidata | weitere Bilder |
| Burggrub 18 (Standort) | Ehemaliges Franziskanerhospiz | Zweigeschossige Zweiflügelanlage mit Walmdach, massiv und verputzt, gequaderte Eckpilaster, 18. Jahrhundert, Kirche 1731 im Untergeschoss eingerichtet, 1776/77 erweitert, Dachreiter 1781; mit Ausstattung | D-4-71-142-14 Wikidata | weitere Bilder |
| Burggrub 18 (Standort) | Ehemaliges Franziskanerhospiz | Stattliche Scheune, massiv und verputzt, Walmdach, 18. Jahrhundert | D-4-71-142-14 Wikidata | weitere Bilder |
| Burggrub 18 (Standort) | Ehemaliges Franziskanerhospiz | Ummauerung, 18. Jahrhundert | D-4-71-142-14 Wikidata | weitere Bilder |
| Burggrub 20 (Standort) | Wohnstallhaus                 | Eingeschossiger Satteldachbau, Fachwerk, 17. Jahrhundert, Dachausbau mit Walmdach 18. Jahrhundert | D-4-71-142-17 Wikidata | weitere Bilder |

### Geisdorf
| Lage                        | Objekt           | Beschreibung                                                                                | Akten-Nr.              | Bild |
| --------------------------- | ---------------- | ------------------------------------------------------------------------------------------- | ---------------------- | ---- |
| Geisdorf 4; Melm (Standort) | Gemeindebackofen | Kalksteinsockel, Fachwerk mit Ziegeln, Giebeldach, wohl 19. Jahrhundert, teilweise erneuert | D-4-71-142-62 Wikidata | BW   |

### Greifenstein
| Lage                                      | Objekt                   | Beschreibung | Akten-Nr.              | Bild                     |
| ----------------------------------------- | ------------------------ | --- | ---------------------- | ------------------------ |
| Greifenstein 1 (Standort)                 | Burg Greifenstein        | Burganlage mit Vorburg, drei Türmen und hochmittelalterlichem Bergfried, zweigeschossige Wohnbauten 1683/93 von Johann Leonhard Dientzenhofer | D-4-71-142-19 Wikidata | weitere Bilder           |
| Greifenstein1 (Standort)                  | Kapelle                  | Katholische Kapelle St. Sebastian, im Erdgeschoss des Westflügels, bezeichnet 1723, gotisiert 1833                                            | D-4-71-142-19 Wikidata | BW                       |
| Lindenallee (Standort)                    | Steinbrücke              | Mit Balustergeländer | D-4-71-142-19 Wikidata | Steinbrücke              |
| Greifenstein 2 (Standort)                 | Gutshaus                 | Massiver, eingeschossiger Halbwalmdachbau, Kniestock und Giebel Fachwerk, 18. Jahrhundert                                                     | D-4-71-142-21 Wikidata | weitere Bilder           |
| Greifenstein 2 (Standort)                 | Fachwerkstadel           | Mit Halbwalmdach | D-4-71-142-21          | weitere Bilder           |
| Greifenstein 2 1/2 (Standort)             | Lindenallee zur Burg     | am Anfang achtsäuliger chinesischer Pavillon, sogenannter Ceres-Tempel, Anfang 18. Jahrhundert                                                | D-4-71-142-20 Wikidata | Lindenallee zur Burg     |
| Greifenstein 2;In Greifenstein (Standort) | Portal                   | seitlich gegen den Park, Sandsteinpfeiler mit eisernem Bogen, barock                                                                          | D-4-71-142-20 Wikidata | Portal                   |
| In Greifenstein (Standort)                | Park                     | 1681/83 ursprünglich im französischen Stil angelegt, um 1850 Umgestaltung in einen Park englischen Stils                                      | D-4-71-142-22 Wikidata | weitere Bilder           |
| In Greifenstein (Standort)                | Gartenhaus               | Einstöckiger Mansardwalmdachbau, 18. Jahrhundert                                                                                              | D-4-71-142-22 Wikidata | Gartenhaus               |
| Brandecken (Standort)                     | Obelisk                  | Außerhalb des Parkes im Wald, 18. Jahrhundert                                                                                                 | D-4-71-142-22 Wikidata | Obelisk                  |
| Im Ulrichstein (Standort)                 | Künstliche Kapellenruine | Außerhalb des Parks im Wald, neugotisch, 1826                                                                                                 | D-4-71-142-22 Wikidata | Künstliche Kapellenruine |
| Im Ulrichstein (Standort)                 | Bildstock                | Sandstein, vierseitiger Aufsatz mit Fialen, neugotisch                                                                                        | D-4-71-142-22 Wikidata | Bildstock                |

### Heiligenstadt in Oberfranken
| Lage                                    | Objekt                                            | Beschreibung | Akten-Nr.              | Bild            |
| --------------------------------------- | ------------------------------------------------- | --- | ---------------------- | --------------- |
| Hauptstraße 42 (Standort)               | Wirtshausschild                                   | Schmiedeeisen, Rokoko, 18. Jahrhundert | D-4-71-142-2 Wikidata  | Wirtshausschild |
| Kühlich (Standort)                      | Jüdischer Friedhof                                | Mit gemauerter Einfriedung, Grabsteine 18./19. Jahrhundert; außerhalb des Ortes                                                                                            | D-4-71-142-12 Wikidata | weitere Bilder  |
| Leinleiter (Standort)                   | Sandsteinbrücke, sogenannte Zolleisenbrücke       | 1669, Erneuerungen 1843 (bezeichnet) und 1989; über die Leinleiter am Marktplatz                                                                                           | D-4-71-142-11 Wikidata | weitere Bilder  |
| Marktplatz 9 (Standort)                 | Gasthaus Heiligenstadter Hof                      | Halbwalmdachbau mit Fachwerkobergeschoss, zweite Hälfte 18. Jahrhundert | D-4-71-142-3 Wikidata  | weitere Bilder  |
| Marktplatz 20 (Standort)                | Ehemaliges Schulhaus, jetzt Rathaus               | Krüppelwalmdachbau, Fachwerkobergeschoss 17. Jahrhundert, massives Erdgeschoss 18. Jahrhundert,                                                                            | D-4-71-142-4 Wikidata  | weitere Bilder  |
| Mühlengasse 2 (Standort)                | Kleinhaus, ehemaliges Tagelöhnerhaus              | Eingeschossiger Halbwalmdachbau, verputzt, 18. Jahrhundert | D-4-71-142-5 Wikidata  | weitere Bilder  |
| Mühlengasse 5 (Standort)                | Wohnhaus                                          | Satteldachbau mit Fachwerkobergeschoss, 18./19. Jahrhundert | D-4-71-142-6 Wikidata  | weitere Bilder  |
| Mühlengasse 10; Mühlensteg 1 (Standort) | Mühle                                             | Eingeschossiger Satteldachbau, massiv und verputzt, Fachwerkgiebel, 1709, Veränderungen bis Mitte 19. Jahrhundert; eisernes Wasserrad                                      | D-4-71-142-8 Wikidata  | weitere Bilder  |
| Pfarrberg 1 (Standort)                  | Wohnhaus, sogenannter Oertelshof                  | Zweigeschossiger Satteldachbau mit Fachwerkobergeschoss, bezeichnet 1609                                                                                                   | D-4-71-142-9 Wikidata  | weitere Bilder  |
| Pfarrberg 1 (Standort)                  | Stadel                                            | Massiv und verputzt, Satteldach, 18. Jahrhundert | D-4-71-142-9           | weitere Bilder  |
| Pfarrberg 2; Pfarrberg 4 (Standort)     | Pfarrhof                                          | Stattlicher, zweigeschossiger Satteldachbau, verputzt, Giebel Zierfachwerk, 1659/61 (dendro. dat.), 1712/13 (dendro. dat.) Südgiebel erneuert, Renovierung bezeichnet 1921 | D-4-71-142-10 Wikidata | weitere Bilder  |
| Pfarrberg 2 (Standort)                  | Hofmauer                                          | Ummauerung im Zusammenhang der Kirchhofbefestigung | D-4-71-142-10 Wikidata | weitere Bilder  |
| Pfarrberg 6 (Standort)                  | Evangelische Pfarrkirche St. Veit und St. Michael | Eingezogener, mit Streben besetzter Chor, spätgotisch, 1483/84, Langhaus mit Satteldach, nach 1653, Sakristeianbau; mit Ausstattung                                        | D-4-71-142-1 Wikidata  | weitere Bilder  |
| Pfarrberg 6 (Standort)                  | Evangelische Pfarrkirche St. Veit und St. Michael | freistehender Turm mit Zwiebelhaube, spätmittelalterliche Untergeschosse, Obergeschosse 17./18. Jahrhundert                                                                | D-4-71-142-1 Wikidata  | weitere Bilder  |
| Pfarrberg 6 (Standort)                  | Evangelische Pfarrkirche St. Veit und St. Michael | Reste der Kirchhofbefestigung, 15. Jahrhundert | D-4-71-142-1 Wikidata  | weitere Bilder  |
| Turmgasse 1 (Standort)                  | Wohnhaus                                          | Zweigeschossiger Walmdachbau mit verputztem Fachwerkobergeschoss, 18. Jahrhundert, mit älterem Kern                                                                        | D-4-71-142-60 Wikidata | Wohnhaus        |

### Heroldsmühle
| Lage                                      | Objekt              | Beschreibung | Akten-Nr.              | Bild           |
| ----------------------------------------- | ------------------- | --- | ---------------------- | -------------- |
| Heroldsmühle 2; Heroldsmühle 3 (Standort) | Mühlen-Nebengebäude | Eingeschossiger Halbwalmdachbau, Sandsteinquader und Fachwerk, 18./19. Jahrhundert, weitgehende Erneuerung 1987–1989; eisernes Mühlrad am Hauptgebäude, 1916 | D-4-71-142-24 Wikidata | weitere Bilder |

### Herzogenreuth
| Lage                                                  | Objekt                                | Beschreibung | Akten-Nr.              | Bild           |
| ----------------------------------------------------- | ------------------------------------- | --- | ---------------------- | -------------- |
| Herzogenreuth 6 (Standort)                            | Bauernhaus                            | Erdgeschoss massiv und verputzt, mit Eckpilastern, Obergeschoss Fachwerk, teilweise verschiefert, Satteldach, um 1800/Mitte 19. Jahrhundert | D-4-71-142-26 Wikidata | weitere Bilder |
| Herzogenreuth 6 (Standort)                            | Austragshaus                          | Hofhaus, Sandsteinquader und Fachwerk, Satteldach, erste Hälfte 19. Jahrhundert                                                             | D-4-71-142-26 Wikidata | weitere Bilder |
| Herzogenreuth 23 (Standort)                           | Katholische Filialkirche St. Nikolaus | Chorturm mit Spitzhelm, 13./14. Jahrhundert, Langhaus mit Walmdach, um 1716, Sakristeianbau, 1926; mit Ausstattung                          | D-4-71-142-25 Wikidata | weitere Bilder |
| Herzogenreuth 23 (Standort)                           | Kirchhofmauer                         | Reste einer spätmittelalterlichen Kirchhofummauerung                                                                                        | D-4-71-142-25 Wikidata | weitere Bilder |
| Herzogenreuth 25, gegenüber Haus Nummer 27 (Standort) | Großstadel                            | Giebelständiger Satteldachbau, Fachwerk, um 1860                                                                                            | D-4-71-142-27 Wikidata | Großstadel     |

### Hohenpölz
| Lage                    | Objekt                                               | Beschreibung | Akten-Nr.              | Bild                                                 |
| ----------------------- | ---------------------------------------------------- | --- | ---------------------- | ---------------------------------------------------- |
| In Hohenpölz (Standort) | Katholische Filialkirche St. Laurentius und Heinrich | Chorturm um 1300, 1720 verändert durch Joseph Gruber, Langhaus, Saalbau mit Satteldach, nach 1695, Sakristeianbau; mit Ausstattung | D-4-71-142-28 Wikidata | weitere Bilder                                       |
| In Hohenpölz (Standort) | Katholische Filialkirche St. Laurentius und Heinrich | Kirchhofummauerung mit Schießscharten, 16.–18. Jahrhundert                                                                         | D-4-71-142-28 Wikidata | Katholische Filialkirche St. Laurentius und Heinrich |
| In Hohenpölz (Standort) | Kriegerdenkmal                                       | 1924 von Hans Leitherer | D-4-71-142-30 Wikidata | Kriegerdenkmal                                       |
| Mühlweg (Standort)      | Wegkapelle                                           | Quaderbau aus Jurakalkstein mit Giebeldach, neugotisch, um 1870, 1973 an heutige Stelle versetzt                                   | D-4-71-142-29 Wikidata | Wegkapelle                                           |

### Kalteneggolsfeld
| Lage                           | Objekt                         | Beschreibung                                                                                      | Akten-Nr.              | Bild           |
| ------------------------------ | ------------------------------ | ------------------------------------------------------------------------------------------------- | ---------------------- | -------------- |
| In Kalteneggolsfeld (Standort) | Katholische Kapelle Herz Mariä | Sandsteinquader, Satteldach mit Giebelreiter, Sakristeianbau, neugotisch, 1892; mit Ausstattung   | D-4-71-142-31 Wikidata | weitere Bilder |
| Kalteneggolsfeld 5 (Standort)  | Kruzifix                       | Holz, mit Corpus, um 1890                                                                         | D-4-71-142-35 Wikidata | BW             |
| Kalteneggolsfeld 8 (Standort)  | Bauernhaus                     | Eingeschossiger Satteldachbau, massiv und verputzt, Giebel Fachwerk, erste Hälfte 18. Jahrhundert | D-4-71-142-32 Wikidata | BW             |
| Kalteneggolsfeld 16 (Standort) | Bauernhaus                     | Eingeschossiger, Satteldachbau, massiv und verputzt, erste Hälfte 18. Jahrhundert                 | D-4-71-142-33 Wikidata | BW             |
| Kalteneggolsfeld 33 (Standort) | Fachwerkstadel                 | Mit Satteldach, Wetterdach am Giebel, 17./18. Jahrhundert                                         | D-4-71-142-34 Wikidata | BW             |

### Lindach
| Lage                  | Objekt                        | Beschreibung | Akten-Nr.              | Bild                          |
| --------------------- | ----------------------------- | --- | ---------------------- | ----------------------------- |
| Lindach 9 (Standort)  | Bauernhaus                    | Eingeschossiger Satteldachbau, Erdgeschoss massiv und verputzt, Giebel und Zwerchhaus Fachwerk, erste Hälfte 19. Jahrhundert | D-4-71-142-36 Wikidata | BW                            |
| Lindach 16 (Standort) | Wohnhaus, ehemaliger Schafhof | Zweigeschossiger Walmdachbau, massiv und verputzt, 19. Jahrhundert                                                           | D-4-71-142-37 Wikidata | Wohnhaus, ehemaliger Schafhof |

### Oberleinleiter
| Lage                         | Objekt     | Beschreibung                                                                             | Akten-Nr.              | Bild |
| ---------------------------- | ---------- | ---------------------------------------------------------------------------------------- | ---------------------- | ---- |
| Oberleinleiter 25 (Standort) | Bauernhaus | Eingeschossiger, giebelständiger Satteldachbau, verkleidet, erste Hälfte 18. Jahrhundert | D-4-71-142-40 Wikidata | BW   |
| Oberleinleiter 39 (Standort) | Bauernhaus | Eingeschossiger Halbwalmdachbau, Fachwerk verputzt, um 1800                              | D-4-71-142-41 Wikidata | BW   |

### Oberngrub
| Lage                    | Objekt                        | Beschreibung | Akten-Nr.              | Bild                          |
| ----------------------- | ----------------------------- | --- | ---------------------- | ----------------------------- |
| In Oberngrub (Standort) | Katholische Kapelle St. Georg | Quaderbau mit Satteldach, eingezogener Chor, Sakristeianbau, Fassadenturm mit welscher Haube, neubarock, 1925 von Vogel; mit Ausstattung          | D-4-71-142-42 Wikidata | Katholische Kapelle St. Georg |
| Oberngrub 10 (Standort) | Bauernhaus                    | Bauernhaus, zweigeschossiger Krüppelwalmdachbau, Obergeschoss Fachwerk, Wetterdach am Giebel, Freitreppe, Mitte 18. Jahrhundert, mit Erneuerungen | D-4-71-142-43 Wikidata | BW                            |

### Siegritz
| Lage                                                                             | Objekt                         | Beschreibung | Akten-Nr.              | Bild |
| -------------------------------------------------------------------------------- | ------------------------------ | --- | ---------------------- | ---- |
| Eselsbühl, ca. 400 m vom Ortsausgang rechts der Straße nach Veilbronn (Standort) | Kreuzstein                     | Sogenannter Franzosenstein, Jurakalkstein, Reste eines erhabenen Kreuzes; wohl 1813/14                                                      | D-4-71-142-44 Wikidata | BW   |
| Eselsbühl, ca. 400 m vom Ortsausgang rechts der Straße nach Veilbronn (Standort) | Grenzstein                     | Bezeichnet 1757 | D-4-71-142-45 Wikidata | BW   |
| In Siegritz (Standort)                                                           | Notkirche, ehemaliger Tanzsaal | Massiver, giebelständiger Satteldachbau, Fachwerkgiebel, Dachreiter, Ende 19. Jahrhundert, 1929 als Notkirche eingerichtet; mit Ausstattung | D-4-71-142-63 Wikidata | BW   |

### Stücht
| Lage                 | Objekt     | Beschreibung                                                                                    | Akten-Nr.              | Bild |
| -------------------- | ---------- | ----------------------------------------------------------------------------------------------- | ---------------------- | ---- |
| Stücht 3 (Standort)  | Bauernhaus | Eingeschossiger Halbwalmdachbau, verputzt, mit Fachwerkgiebel, 18./19. Jahrhundert              | D-4-71-142-46 Wikidata | BW   |
| Stücht 11 (Standort) | Bauernhaus | Eingeschossiger Satteldachbau, verputzt, mit Fachwerkgiebel und Zwerchhaus, 18./19. Jahrhundert | D-4-71-142-47 Wikidata | BW   |

### Teuchatz
| Lage                                                               | Objekt                               | Beschreibung                                                                             | Akten-Nr.              | Bild           |
| ------------------------------------------------------------------ | ------------------------------------ | ---------------------------------------------------------------------------------------- | ---------------------- | -------------- |
| In Teuchatz, in der Ortsmitte (Standort)                           | Backhaus                             | Sandsteinquader, Giebeldach, 19. Jahrhundert                                             | D-4-71-142-66 Wikidata | Backhaus       |
| In Teuchatz (Standort)                                             | Katholische Filialkirche St. Jakobus | Chorturm 15. Jahrhundert, Langhaus mit Satteldach, Sakristeianbau, 1651; mit Ausstattung | D-4-71-142-48 Wikidata | weitere Bilder |
| In Teuchatz (Standort)                                             | Kirchhofmauer                        | Ummauerung der Kirche aus unregelmäßigen Steinen, wohl spätmittelalterlich               | D-4-71-142-48 Wikidata | Kirchhofmauer  |
| Teich, 500 m westlich des Ortes auf der Teuchatzer Höhe (Standort) | Feldkapelle                          | Mit Pyramidendach, bezeichnet „1737“                                                     | D-4-71-142-50 Wikidata | weitere Bilder |

### Tiefenpölz
| Lage                     | Objekt                       | Beschreibung | Akten-Nr.              | Bild           |
| ------------------------ | ---------------------------- | --- | ---------------------- | -------------- |
| Tiefenpölz 17 (Standort) | Bauernhaus                   | Eingeschossiger Satteldachbau, verputzt und Fachwerk, Anfang 19. Jahrhundert | D-4-71-142-55 Wikidata | BW             |
| Tiefenpölz 33 (Standort) | Ehemaliger Michelsberger Hof | Bauernhaus, Walmdachbau, Obergeschoss Fachwerk, zum Teil verputzt, Ende 18. Jahrhundert | D-4-71-142-56 Wikidata | BW             |
| Tiefenpölz 33 (Standort) | Ehemaliger Michelsberger Hof | Stadel, Sandsteinquader, Satteldach, Überstand mit Ladekran, Anfang 19. Jahrhundert | D-4-71-142-56 Wikidata | BW             |
| Tiefenpölz 33 (Standort) | Ehemaliger Michelsberger Hof | Remise, Sandsteinquader und Fachwerk, Satteldach, Wetterdach am Giebel, Anfang 19. Jahrhundert | D-4-71-142-56 Wikidata | BW             |
| Tiefenpölz 34 (Standort) | Pfarrhaus                    | Zweigeschossiger Walmdachbau, massiv und verputzt, bezeichnet „1865“ | D-4-71-142-57 Wikidata | weitere Bilder |
| Tiefenpölz 36 (Standort) | Pfarrkirche St. Martin       | Chor, eingezogen und mit Streben besetzt, teilweise 15. Jahrhundert, Westturm 16. Jahrhundert und 1834, Langhaus aus Sandsteinquadern, Saalbau mit Satteldach, Sakristeianbau, neugotisch, 1870; mit Ausstattung | D-4-71-142-53 Wikidata | weitere Bilder |

### Veilbronn
| Lage                    | Objekt                                        | Beschreibung                                                                        | Akten-Nr.              | Bild           |
| ----------------------- | --------------------------------------------- | ----------------------------------------------------------------------------------- | ---------------------- | -------------- |
| Hirtenäcker (Standort)  | Wasserwerk                                    | Kleiner Satteldachbau, 1894; mit technischer Ausstattung                            | D-4-71-142-64 Wikidata | BW             |
| In Veilbronn (Standort) | Burgstall, ehemaliges Wasserschloss Veilbronn | Reste der Futtermauer und des Grabens, Mitte 16. Jahrhundert                        | D-4-71-142-51 Wikidata | BW             |
| Veilbronn 14 (Standort) | Schulmühle                                    | Satteldachbau, Erdgeschoss massiv und verputzt, Fachwerkgiebel, 18./19. Jahrhundert | D-4-71-142-52 Wikidata | weitere Bilder |

### Zoggendorf
| Lage                     | Objekt                | Beschreibung                                                                                    | Akten-Nr.              | Bild |
| ------------------------ | --------------------- | ----------------------------------------------------------------------------------------------- | ---------------------- | ---- |
| Zoggendorf 13 (Standort) | Gasthaus              | Zweigeschossiges Satteldachhaus mit Zwerchgiebel, massiv und verputzt, Ende 19. Jahrhundert     | D-4-71-142-65 Wikidata | BW   |
| Zoggendorf 31 (Standort) | Ehemalige Hufschmiede | Giebelständiger Satteldachbau, 1893, Fachwerkobergeschoss mit Laubengang, 1928; mit Ausstattung | D-4-71-142-59 Wikidata | BW   |

## Ehemalige Baudenkmäler nach Ortsteilen

### Geisdorf
| Lage                   | Objekt                     | Beschreibung                                                                                                   | Akten-Nr.              | Bild |
| ---------------------- | -------------------------- | --- | ---------------------- | ---- |
| In Geisdorf (Standort) | Teil einer Doppelhofanlage | Langgestrecktes, eingeschossiges Wohnstallhaus, Anfang und Mitte 19. Jahrhundert; Nebengebäude 19. Jahrhundert | D-4-71-142-61 Wikidata | BW   |

### Greifenstein
| Lage                      | Objekt    | Beschreibung                                            | Akten-Nr.              | Bild      |
| ------------------------- | --------- | ------------------------------------------------------- | ---------------------- | --------- |
| Im Ulrichstein (Standort) | Bildstock | Sandstein, vierseitiger Aufsatz mit Fialen, spätgotisch | D-4-71-142-23 Wikidata | Bildstock |

### Heiligenstadt in Oberfranken
| Lage                     | Objekt         | Beschreibung                                          | Akten-Nr.             | Bild |
| ------------------------ | -------------- | ----------------------------------------------------- | --------------------- | ---- |
| Mühlengasse 9 (Standort) | Satteldachhaus | Verputztes Fachwerk, 18. Jahrhundert, Kern wohl älter | D-4-71-142-7 Wikidata | BW   |

### Tiefenpölz
| Lage                     | Objekt     | Beschreibung      | Akten-Nr.              | Bild |
| ------------------------ | ---------- | ----------------- | ---------------------- | ---- |
| Tiefenpölz 10 (Standort) | Bauernhaus | Um 1800, verputzt | D-4-71-142-54 Wikidata | BW   |